# Ляккылькы
Ляккылькы; Лягалькы (устар. Лягаль-Кы) — река в России, протекает по территории Ямало-Ненецкого автономного округа. Устье реки находится в 532 км по правому берегу реки Таз. Длина реки составляет 45 км. В 15 км по правому берегу впадает река Кэлылькы.

## Данные водного реестра
По данным государственного водного реестра России относится к Нижнеобскому бассейновому округу, водохозяйственный участок реки — Таз. Речной бассейн реки — Таз.
Код объекта в государственном водном реестре — 15050000112115300068322.